# Felkenyér
Felkenyér (románul: Vinerea, németül: Oberbrodsdorf, szászul Britsderf) falu Romániában, Erdélyben, Fehér megyében.

## Fekvése
Gyulafehérvártól 45 kilométerre délnyugatra, Szászvárostól 17 kilométerre északkeletre, a Kenyérmezőn, a Kenyér-patak bal partján fekszik.

## Nevének eredete
Magyar nevének eredetét lásd Alkenyérnél. 1310-ben Felkuner, 1334-ben superior Kuminus, 1340-ben Felkunir, 1488-ban Kynyer Superior, 1577-ben Felseo Kenyer alakban írták. Német neve ezzel párhuzamos. Román nevének jelentése 'péntek'. Először egy 1699-ból való kéziratos ortodox szinaxárionban fordul elő, amely megemlékezik Neagoi „vinere”-i pópáról.

## Története
Az elsőként 1334-ben említett Szászvárosszékhez tartozó, kezdetben szász lakosságú falu volt. A középkorban határában feküdt a szintén szászok lakta Volkány és Szászárkos. Első, erődített temploma a Kenyér-patak bal parti teraszára épült. A helyi hagyomány szerint az 1479-ben vívott kenyérmezei csata emlékét őrzi két határnév, a Tăbărâște ('táborhely') és a Sânger. 1488-ban még 56 „hospes” lakta. 1495-ben juhötveneddel adózó román lakóit említik. Második temploma a 16. századbból való, de az idők folyamán teljesen átépítették, eredeti építőköveinek egy részét 1890-ben például kiárusították. 1528-ban 71 családfőt írtak össze benne. 1690-ben húsz portája állt lakatlanul. 1733-ban 115 román család lakta, akik többsége a kezdeti katolizálási törekvések után visszatért az ortodox hitre, úgyhogy 1760–62-ben 156 ortodox mellett csupán hét unitus családot írtak össze. Az unitusoknak 1835-ig volt saját papjuk, akkor a közösség 22 főt számlált. 1784. november 5–6-án a parasztok kifosztották Toma Doșa/Dósa Tamás dézsmaszedő házát és 967 forintra becsült kárt okoztak. Egy parasztot a hatóságok megtorlásképpen kivégeztek.
A 19. században híres volt zsindely- és tölgyfadeszka-készítéséről. 1863-ban évi harmincezer forintos bevételével a leggazdagabb erdélyi falunak számított. 1864–65-ben emeletes iskolaépületet építettek, amely ma is áll. 1876-ban, Szászvárosszék felszámolása után Hunyad vármegyéhez csatolták. 1905-ben épült meg vasútja. (Állomását a két világháború között „Kenyérmező”-nek hívták.) A 20. század elején a helyi születésű Ioan Mihu apai öröksége és bankigazgatói tevékenysége folytán Erdély egyik leggazdagabb román földesurává vált, és az országos politikában is szerepet vállalt.
1910-ben 2209 lakosából 2191 volt román és 15 magyar; 2175 ortodox és 21 római katolikus vallású. 2002-ben 2364 lakosából 2358 volt román; 2216 ortodox és 94 pünkösdi.

## Adler Lipót fényképei a 20. század elejéről

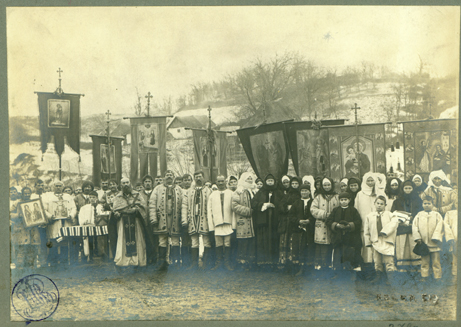
Vízkereszti körmenet
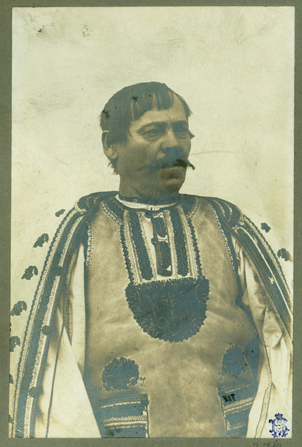
A falu bírája
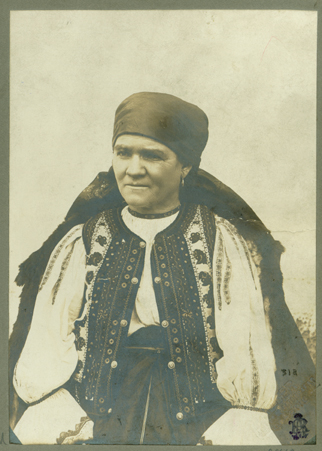
A bíróné